# Oreogrammitis subdichotoma
Oreogrammitis subdichotoma är en stensöteväxtart som först beskrevs av Marian Raciborski och Cornelis Rugier Willem Karel van Alderwerelt van Rosenburgh, och fick sitt nu gällande namn av Barbara S. Parris. Oreogrammitis subdichotoma ingår i släktet Oreogrammitis och familjen Polypodiaceae. Inga underarter finns listade.